# Allambie, New South Wales
Allambie este o suburbie în Northern Beaches, Sydney, Australia.